# Manolo Alcalá
Manuel García-Alcalá (n. 1934 - f. Madrid, 22 de junio de 1991) fue un periodista español.

## Trayectoria
Sus inicios profesionales se sitúan en el mundo de la radio. Ingresó en 1956 en Radio España de Madrid, donde trabajó durante un tiempo como reportero. Pasó más adelante a Radio Madrid de la Cadena SER colaborando en los programas Cita en la SER, Los formidables, Patrulla de madrugada y Horas de radio.
Pese a haber trabajado también en los diarios Pueblo e Informaciones. Es especialmente recordado por su labor periodística en Televisión española, donde colaboró en numerosos espacios informativos realizando crónicas y reportajes desde algunos de los países más conflictivos en la segunda mitad del siglo XX, aunque estaba especializado en Latinoamérica y Oriente Medio. 
Espacios como 24 horas, Informe Semanal, Los reporteros (1974-1976), Dossier (1978) y En portada contaron con contenidos elaborados por Alcalá.
Entre sus exclusivas figuraron una entrevista con Juan Domingo Perón en su regreso a Argentina, el hallazgo de la tumba de Salvador Allende o entrevistas a los Generales António de Spínola inmediatamente después de la Revolución de los claveles y Augusto Pinochet, a las 24 horas del Golpe de Estado en Chile.